# وست‌دن
وست‌دن (به انگلیسی: Westdene) یک حومه شهر در بریتانیا است که در برایتون واقع شده‌است.